# Éric Faille
Éric Faille (* 27. Juli 1989 in Lachine, Québec) ist ein kanadischer Eishockeyspieler, der seit der Saison 2023/24 beim EHC Olten aus der Swiss League unter Vertrag steht und dort auf der Position des Centers spielt.

## Karriere
Faille verbrachte seine Juniorenzeit zunächst zwischen 2006 und 2010 in der Ligue de hockey junior majeur du Québec (LHJMQ) bei den Titan d’Acadie-Bathurst. Dort fungierte er in seiner letzten Spielzeit als Mannschaftskapitän. Nachdem der Stürmer in den Vorjahren im NHL Entry Draft unberücksichtigt geblieben war, entschied er sich im Anschluss an seine Juniorenkarriere für ein vierjähriges Studium an der Université de Moncton, wo er parallel in der Universitätsmannschaft dem Eishockeysport weiter nachging.
Vom Beginn der Saison 2014/15 an lief Faille in der ECHL für die Fort Wayne Komets sowie die Texas Stars in der American Hockey League (AHL) auf. In den Spieljahren 2015/16 und 2016/17 war er für die Orlando Solar Bears in der ECHL und die Toronto Marlies in der AHL aktiv. Anschließend wechselte der Center zum Beginn der Saison 2017/18 in die slowakische Extraliga und spielte zwei Jahre lang für den HC 05 Banská Bystrica, mit welchen er zweimal den Titel gewann und im zweiten Jahr der Topscorer des Teams und der Liga war. Zur Saison 2019/20 wechselte der Kanadier zum EHC Kloten in die zweitklassige Swiss League, bis er mit dem Team am Ende der Spielzeit 2021/22 in die National League aufstieg. Éric Faille war in allen Jahren in der Swiss League der Topscorer des Teams und in der Saison 2021/22 der Liga-Topscorer mit 73 Punkten in 48 Spielen. In den Playoffs zum Aufstieg erzielte er 21 Punkte in 15 Spielen.
Zur Saison 2023/24 wechselte er zum EHC Olten. Beim Swiss-League-Teilnehmer unterzeichnete der Kanadier einen Zweijahresvertrag.

## Erfolge und Auszeichnungen
| - 2013 CIS (AUS) Second All-Star Team - 2014 CIS (AUS) Second All-Star Team - 2015 ECHL-Rookie des Monats März - 2018 Slowakischer Meister mit dem HC 05 Banská Bystrica - 2018 Topscorer der Extraliga-Playoffs | - 2019 Topscorer der Extraliga-Hauptrunde - 2019 Slowakischer Meister mit dem HC 05 Banská Bystrica - 2019 Topscorer der Extraliga-Playoffs - 2019 Spengler-Cup-Gewinn mit dem Team Canada - 2022 Meister der Swiss League und Aufstieg in die National League mit dem EHC Kloten |

### International
- 2013 Goldmedaille bei der Winter-Universiade

## Karrierestatistik
Stand: Ende der Saison 2024/25
(Legende zur Spielerstatistik: Sp oder GP = absolvierte Spiele; T oder G = erzielte Tore; V oder A = erzielte Assists; Pkt oder Pts = erzielte Scorerpunkte; SM oder PIM = erhaltene Strafminuten; +/− = Plus/Minus-Bilanz; PP = erzielte Überzahltore; SH = erzielte Unterzahltore; GW = erzielte Siegtore; 1 Play-downs/Relegation; Kursiv: Statistik nicht vollständig)